# إرنست أونترمان
إرنست أونترمان (بالانجليزية: Ernest Untermann) (6 سبتمبر 1864 – 4 يناير 1956) كان كاتبًا ومترجمًا وعالم أحياء وجيولوجيًا وناشطًا سياسيًا اشتراكيًا ألمانيًا أمريكيًا. يُعرف بشكل خاص بترجمته لأعمال كارل ماركس إلى اللغة الإنجليزية، وكان محررًا مشاركًا في صحيفة الحزب الاشتراكي الأمريكي "The Appeal to Reason". كما ألف كتبًا في علم الأحياء التطوري والجيولوجيا من منظور مادي تاريخي ماركسي.

## السيرة الذاتية
وُلد إرنست أونترمان في إيسن، بروسيا، في 6 سبتمبر 1864. تلقى تعليمه في ألمانيا، ودرس العلوم الطبيعية في جامعة برلين وجامعة يينا. هاجر إلى الولايات المتحدة في عام 1884، حيث عمل في البداية كعامل يدوي ثم انخرط في الصحافة والنشاط السياسي.
في أوائل القرن العشرين، أصبح أونترمان أحد الشخصيات البارزة في الحزب الاشتراكي الأمريكي، وساهم بانتظام في الصحافة الاشتراكية، خاصة صحيفة "The Appeal to Reason". كان أحد أول المترجمين لأعمال ماركس إلى الإنجليزية، بما في ذلك الأجزاء الثانية والثالثة من كتاب *رأس المال*، والتي لعبت دورًا مهمًا في نشر الفكر الماركسي في العالم الناطق بالإنجليزية.
كما كتب عددًا من الكتب التي تحاول دمج المفاهيم العلمية الحديثة في علم الأحياء والجيولوجيا مع التحليل الماركسي، وكان يهدف إلى إظهار أن العلم يؤيد المادية التاريخية.
في وقت لاحق من حياته، خفت مشاركته السياسية، وركّز على البحث والكتابة، خاصة في مجالات الجيولوجيا والطبيعة. توفي في 4 يناير 1956 في هومستيد، فلوريدا، عن عمر يناهز 91 عامًا.

## أعمال مختارة

### كتب
- *Science and Revolution* (العلم والثورة)، 1905

- *The World's Revolutions* (ثورات العالم)، 1906

- *Marxian Economics: A Popular Introduction to the Three Volumes of Marx's Capital* (الاقتصاد الماركسي: مقدمة شعبية للأجزاء الثلاثة من رأس المال لماركس)، 1907

- *The Book of a Naturalist* (كتاب لعالم طبيعي)، 1910

- *The Nature of Socialist Economics* (طبيعة الاقتصاد الاشتراكي)، 1929

### ترجمات
- كارل ماركس، *رأس المال*، المجلد الثاني والثالث، عن اللغة الألمانية إلى الإنجليزية